# Carl Colbert
Carl Colbert, auch Karl Colbert, (geboren als Carl Cohn, 8. Februar 1855 in Wien; gestorben 29. Mai 1929 ebenda) war ein österreichischer Schriftsteller, Journalist und Herausgeber. Er schrieb auch unter den Pseudonymen Alpheus und Augias.

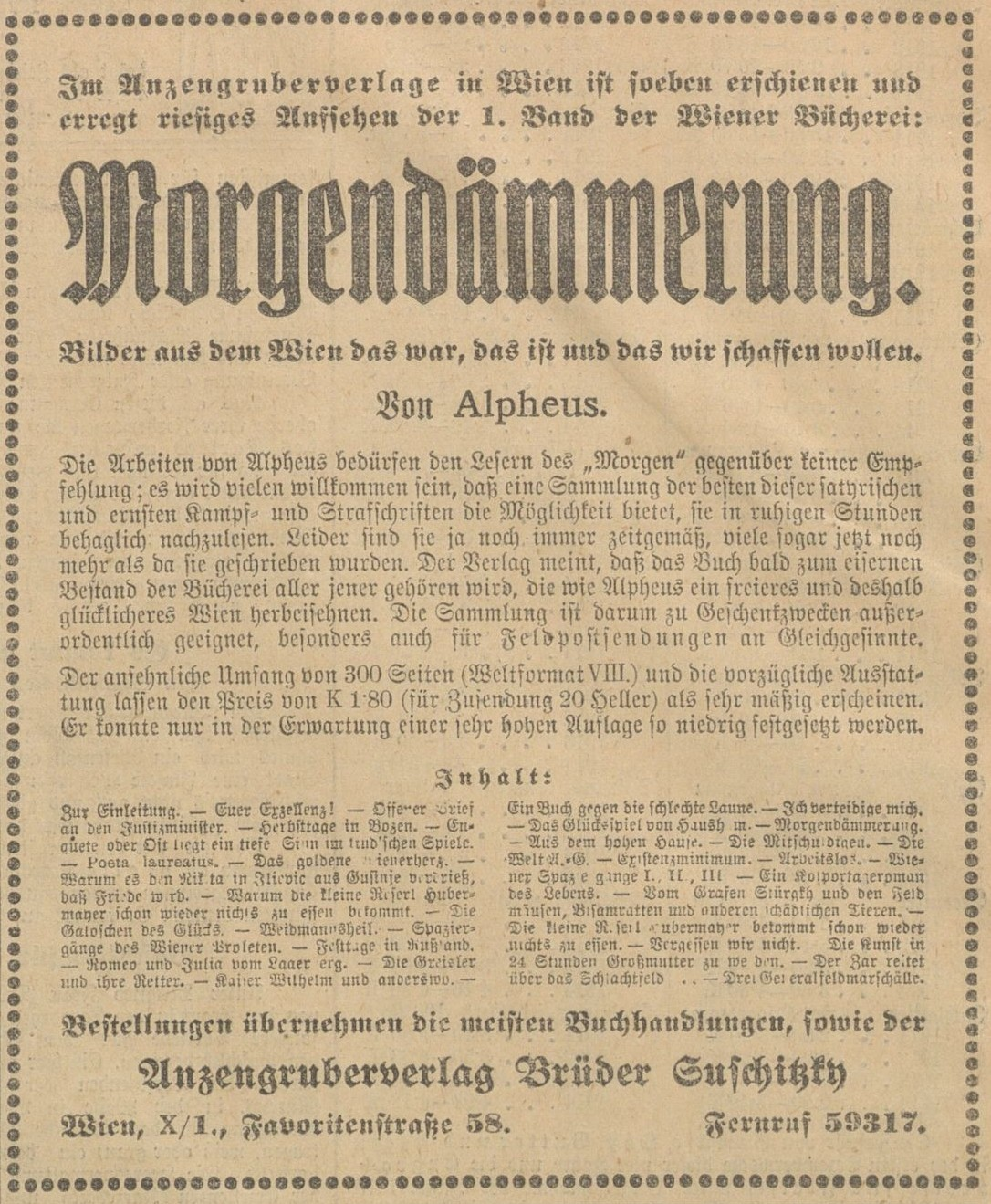
Verlagsanzeige für Morgendämmerung (1915)

## Leben
Carl Cohn war ein Sohn des Wiener Kaufmannes Moritz Cohn und von Charlotte Cohn, geborene Hirschl. Sein Vater starb 1863. Die Mutter übernahm von ihrem Schwager die Wechselstube Mercur, welche sie, nebst dem Lotterie-Ziehungslistenblatt Mercur, bis 1883 leitete. Cohn besuchte das Wiener Akademische Gymnasium und im Anschluss die Wiener Handelsakademie und arbeitete zunächst in der Wechselstube und für das Ziehhungsblatt. 1877 wurde er Mitglied der Freimaurerloge Humanitas. Zugleich engagierte er sich für das von seiner Loge betreute Kinderasyl im Kahlenbergerdorf. Nach 1883 gründete er mit seinem Schwager Alexander Gut das Bankhaus C.Cohn und Gut, welches wenige Jahre existierte.
1887 änderte er seinen Familiennamen in Colbert und heiratet die Pianistin Antonie Wolff. Mit Ernst Ziegler gründete er um 1887 die illustrierte Zeitschrift Wiener Mode, welche weltweit und in mehreren Sprachen erschien. 1898 arbeitete er als Kolumnist für die Wiener Wochenschrift Die Wage. Auch schrieb er das Libretto zu Johann Strauss (Sohn) letzten und unvollendeten Werk, zum Ballett Aschenbrödel. In den 1890er-Jahren wurde er auch Mitglied der Wiener Fabier Gesellschaft. Er unterstützte linksliberale Politiker wie Ferdinand Kronawetter oder Julius Ofner.

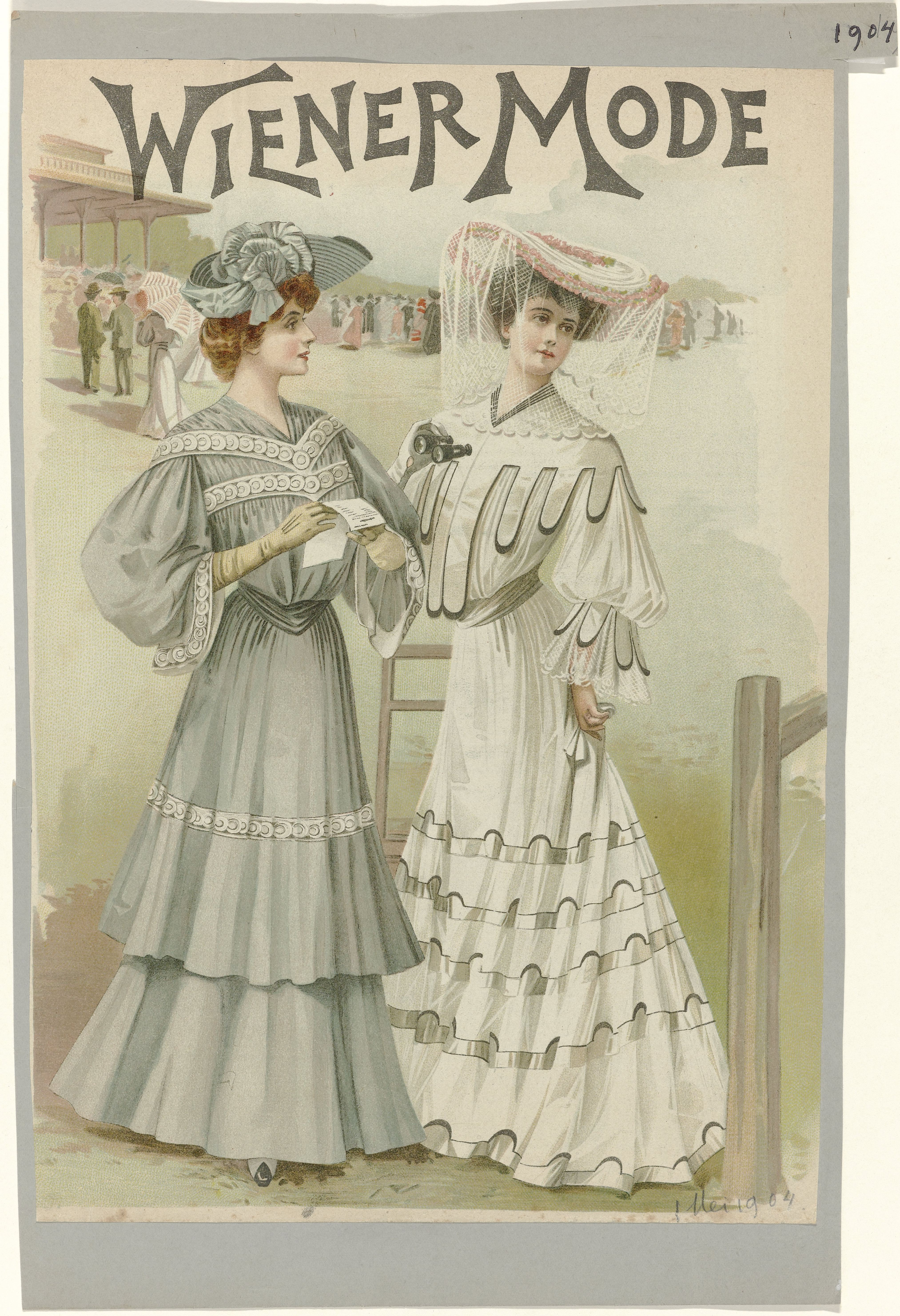
Wiener Mode vom 1. Mai 1904

Er war ebenfalls im Verein Freie Schule aktiv, in dem sich Intellektuelle und laizistische Lehrer und Lehrerinnen für eine Trennung von Kirche und Staat einsetzten. 1908 wurde ihm der Titel kaiserlicher Rat verliehen. 1910 gründeten er und Maximilian Schreier die Montagszeitung Der Morgen. Wiener Montagblatt. 1914 gründete er den Fürsorgeverein Bereitschaft.
1915 veröffentlichte er eine Artikelsammlung unter dem Titel Morgendämmerung. 1915 gründete Colbert die sozialistisch ausgerichtete Tageszeitung Der Abend, in der Nachwuchsjournalisten wie Bruno Frei und Else Feldmann ihre ersten sozialkritischen Reportagen veröffentlichen konnten. Die Zeitung wurde während des Ersten Weltkriegs von der Zensur mehrfach verboten.
Colbert veröffentlichte 1924 die Monografie Bankleute und Börsenspieler vor 2000 Jahren. 1925 erschien in der Zeitung Arbeiterwille der Fortsetzungsroman Das goldene Kalb, das Buch wurde im Jahr darauf gedruckt. 1927 verfasste Colbert einen Report über den Börsenschwindel des John Law aus dem 18. Jahrhundert.
Colberts Sohn Ernst Colbert (1891–1943), der 1928 Herausgeber des Abend wurde, und dessen Chefredakteur Alexander Weisz waren in Korruptionsfälle verwickelt, die in der politischen Öffentlichkeit skandalisiert wurden. Colbert trennte sich von seinem Erfolgsredakteur Weisz, und die beiden fochten danach öffentlich ihre Privatfehde aus. Auch mit der Sozialdemokratischen Arbeiterpartei, deren Mitglied Colbert war, und ihrer Presse geriet er in Konflikt.
Bruno Frei würdigte Colbert in der Berliner Weltbühne mit einem ausführlichen Nachruf.
Ernst Colbert kam mit dem Prominententransport vom 1. April 1938 nach Dachau. Nach seiner Haftentlassung konnte er nach Zagreb flüchten, wo er jedoch verhaftet wurde. Am 2. Dezember 1943 wurde er in Auschwitz ermordet,.
Zu Carl Colberts Verwandtschaft zählen Hugo von Hofmannsthal, der Philanthrop und Bierbrauer Ignaz Kuffner, die Schriftstellerin Ernst Rosmer, der Bildhauer Heinrich Natter, der Designer Paul T. Frankl und der Atomphysiker Victor Weisskopf.

## Schriften (Auswahl)

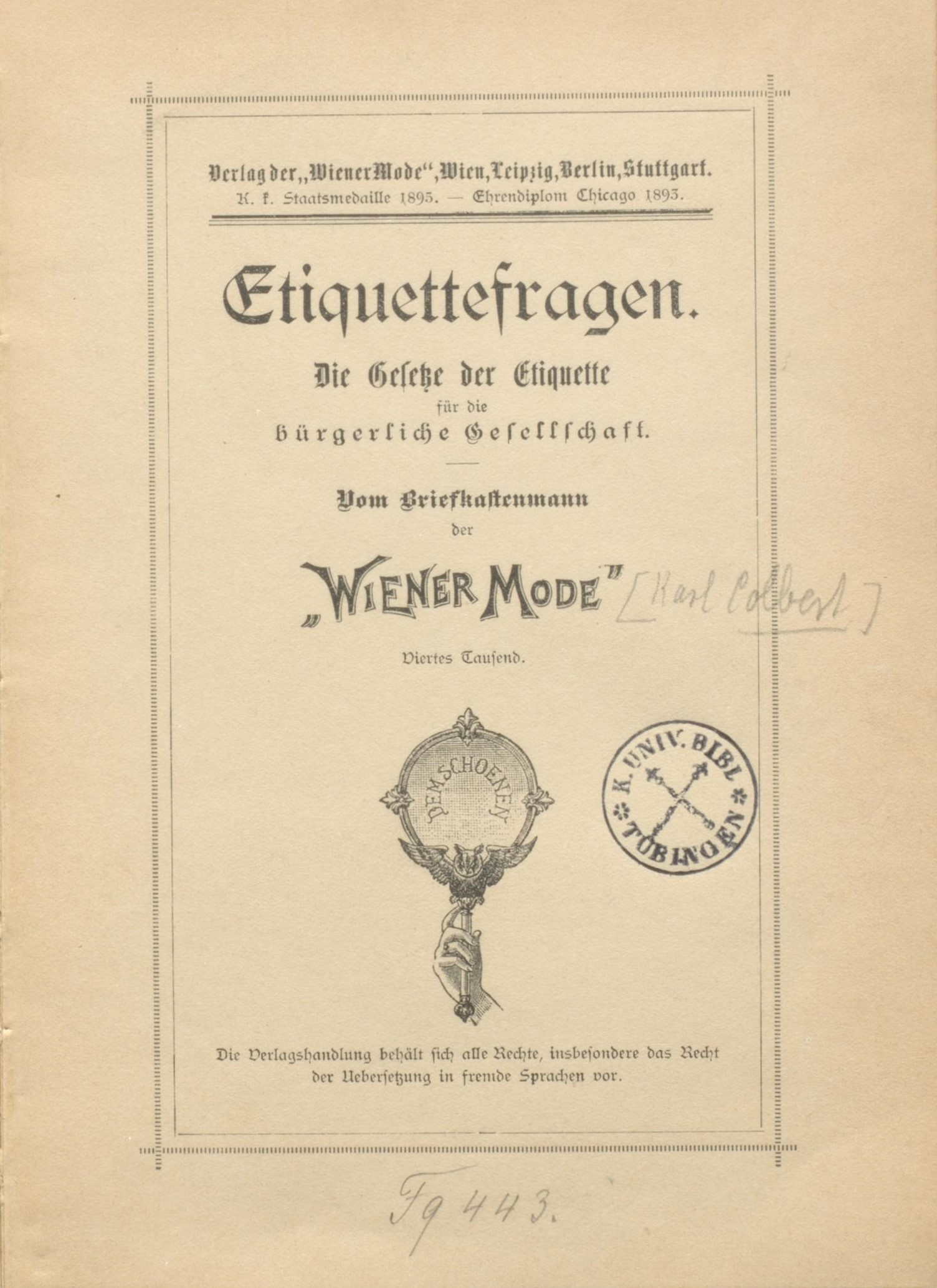
Anonym: Etiquettefragen (1895)

- (anonym): Etiquettefragen : die Gesetze der Etiquette für die bürgerliche Gesellschaft. Vom Briefkastenmann der "Wiener Mode". Wien: Verlag der "Wiener Mode", [ca. 1895]
- Alpheus: Morgendämmerung. Bilder aus dem Wien, das war, das ist und das wir schaffen wollen. Wien: Anzengruber, 1915
- Der Preistreiberprozeß gegen Dr. Josef Kranz, gewesenen Präs. d. Allg. Depositenbank in Wien. Mit e. Vorw. u. Bericht über d. Vorgeschichte d. Straffalles von Carl Colbert. Leipzig: Suschitzky, 1917
- Bankleute und Börsenspieler vor 2000 Jahren. Ein Beitrag zur Sittengeschichte. Konstanz: O. Wöhrle, 1924
- Das goldene Kalb . Ein Roman aus der Geldwelt. Wien: Wiener Volksbuchhandlung, 1926
- Der Börsenschwindel des John Law. Ein Beitrag zur Revolutions- und Sittengeschichte. München: Drei Masken Verlag, 1927
- Sodom und Gomorrha. München: Drei Masken Verlag, 1928

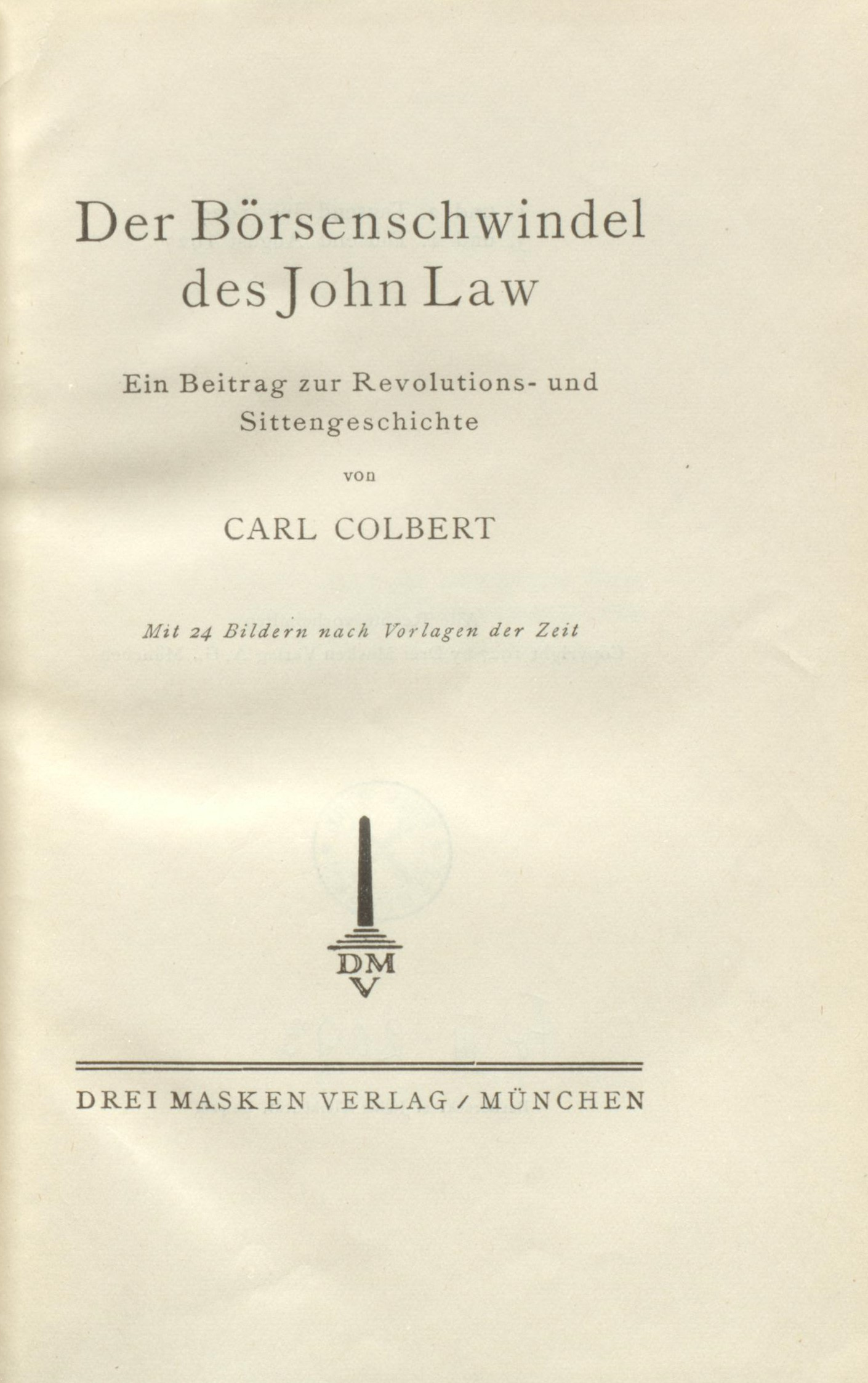
John Law (1927)